# Monte Tahan
O monte Tahan (em malaio:  Gunung Tahan), é a montanha mais alta da Malásia Peninsular, atingindo 2187 m de altitude. Situa-se na floresta nacional Taman Negara, no estado de Pahang. Faz parte da cordilheira Tahan nos Tenasserim Hills e é muito popular como destino de montanhistas.